# Basilica di Santa Maria (Gallarate)
La basilica di Santa Maria Assunta è la chiesa principale di Gallarate. Nell'aprile del 1946 papa Pio XII l'ha elevata alla dignità di basilica minore.

## Storia e descrizione
È stata costruita sull'area di due antiche chiese, intitolate entrambe a Santa Maria. Una è menzionata in una pergamena del 974. La seconda fu costruita tra il XIV ed il XV secolo. La basilica odierna fu edificata tra il 1856 e il 1861. La facciata completata nel 1870. L'edificio di culto ha un'unica navata di 89 metri di lunghezza e di 17,30 metri larghezza. La cupola è di 18 metri di diametro e 27 di altezza.

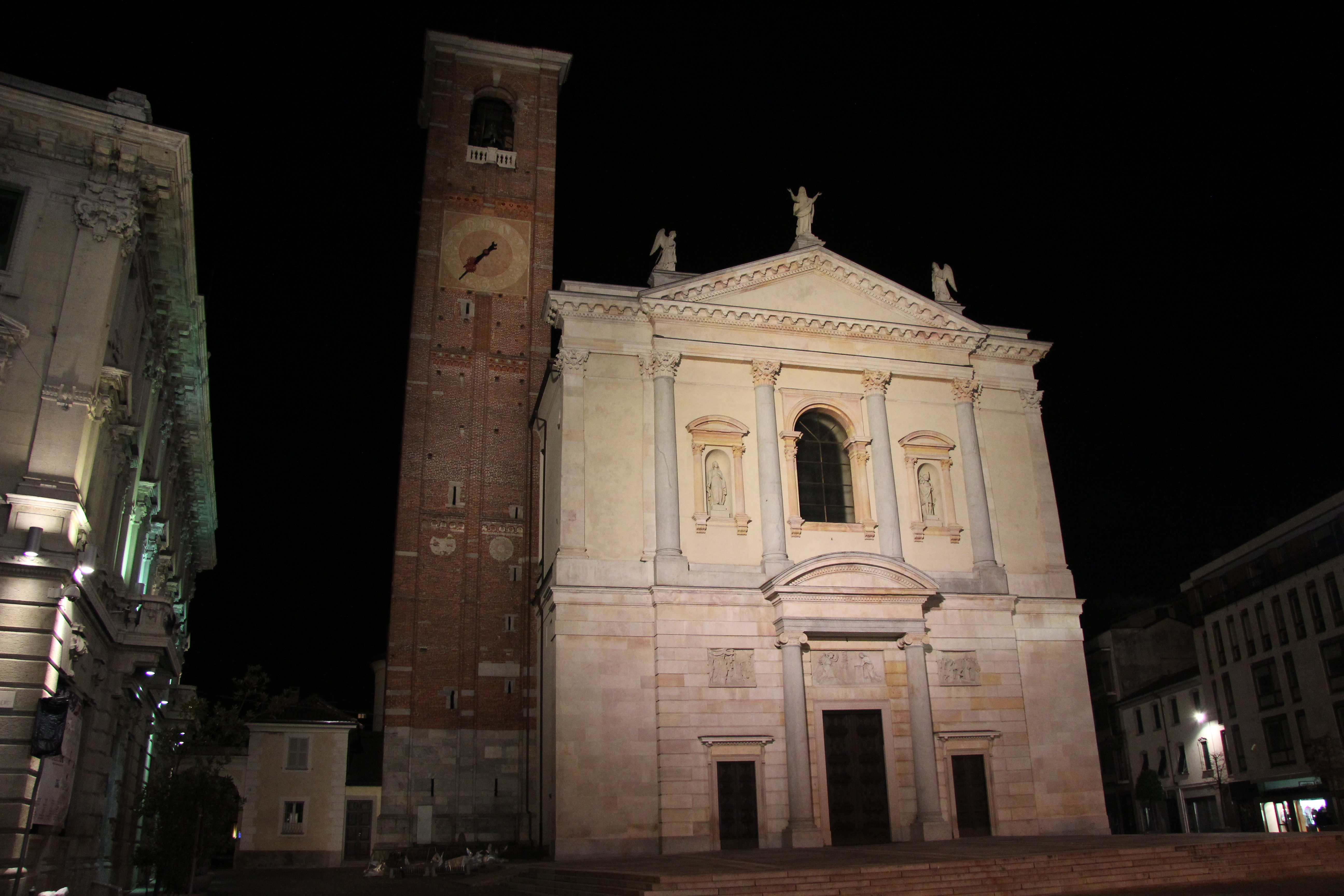
Veduta notturna

La basilica custodisce alcuni affreschi di Luigi Cavenaghi e stucchi di Celso Stecchetti. Tra le sculture citiamo l'Assunta di Giuseppe Rosnati, quella sull'altare maggiore di Odoardo Tabacchi e San Giovanni Battista del Duprè. L'organo è stato costruito nel 1987 dalla ditta "Mascioni" di Cuvio (VA).
Il campanile, alto 45 metri, è del 1454 e quindi contemporaneo alla seconda basilica di Santa Maria Assunta. Tra le famiglie che fecero parte della Fabbriceria della basilica gallaratese due lapidi interne ricordano i Rosnati, i Majno, i Sartorio, i Nob. Forni, i Bonicalzi e altri.
Nel 2015 è partito un vasto cantiere di restauro dell'interno dell'edificio , comprendente anche la realizzazione dell'altare, in sostituzione della soluzione provvisoria adottata subito dopo il Concilio Vaticano II. Risalgono invece rispettivamente agli anni Ottanta e Duemila i restauri del campanile quattrocentesco e della facciata.